# Вежбіни (Вармінсько-Мазурське воєводство)
Вежбіни (пол. Wierzbiny) — село в Польщі, у гміні Ожиш Піського повіту Вармінсько-Мазурського воєводства.
Населення — 252 особи (2011).

## Демографія
Демографічна структура станом на 31 березня 2011 року:
|          | Загалом | Допрацездатний вік | Працездатний вік | Постпрацездатний вік |
| -------- | ------- | ------------------ | ---------------- | -------------------- |
| Чоловіки | 132     | 33                 | 88               | 11                   |
| Жінки    | 120     | 15                 | 73               | 32                   |
| Разом    | 252     | 48                 | 161              | 43                   |